# Божићи (Козарска Дубица)
Божићи су насељено мјесто у општини Козарска Дубица, Република Српска, БиХ. Према попису становништва из 1991. у насељу је живјело 414 становника.

## Саобраћај
Насеље је повезано 15 километара дугом дионицом пута са Сјеверовцима. Дионуци је 19. октобра 2011. свечано отворио председник Владе Републике Српске Александар Џомбић.

## Становништво
| Демографија | Демографија | Демографија |
| Година      | Становника  | Становника  |
| ----------- | ----------- | ----------- |
| 1948.       | 301         |             |
| 1953.       | 315         |             |
| 1961.       | 343         |             |
| 1971.       | 394         |             |
| 1981.       | 406         |             |
| 1991.       | 414         |             |